# Пучківська Надія Олександрівна
Наді́я Олекса́ндрівна Пучкі́вська (25 травня 1908, Смоленськ — 15 травня 2001, Одеса) — українська лікарка-офтальмологиня, докторка медичних наук (1955), професорка (1956), член-кореспондентка (1961), а згодом дійсна член (1971) АМН СРСР, Герой Соціалістичної Праці (7.03.1960), дійсна член НАН України (1992). Депутатка Верховної Ради УРСР 6—10-го скликань. Почесна громадянка міста Одеса.

## Біографія
Дочка отоларинголога Олександра Пучківського.
1930 року закінчила Київський медичний інститут. З 1930 року — лікарка поліклініки. Потім навчалася в аспірантурі при Одеському медичному інституті імені Пирогова. У 1935 році закінчила аспірантуру Київського медичного інституту.
З 1935 року — асистентка Київського медичного інституту, докторантка Академії наук Української РСР, асистентка Ташкентського медичного інституту.
Учасниця німецько-радянської війни, працювала начальницею очного відділення спеціалізованого фронтового евакуаційного госпіталю.
Від 1946 року працювала в Українському науково-дослідному експериментальному інституті очних хвороб і тканинної терапії імені академіка Філатова в Одесі: у 1946—1952 роках — завідувачка клінічного відділення, у 1953—1956 роках — заступниця директора з науки, у 1957—1985 роках — директорка, від 1986 року — професорка-консультантка.
Була одружена із сином українського поета Віталія Боровика, убитого агентами НКВД СССР.

## Наукова діяльність
Надія Пучківська — учениця видатного офтальмолога, академіка Володимира Філатова, фахівчиня з пересадження рогівки та лікування опіків очей. Запропонувала низку нових оперативних метод лікування очей, працювала також у галузі тканинної терапії.
Від 1956 року редакторка «Офтальмолотического журнала».

## Нагороди
- Герой Соціалістичної Праці (7.03.1960)
- орден Леніна (7.03.1960)
- два ордени Трудового Червоного Прапора (2.12.1966, 11.03.1976)
- орден Знак Пошани (6.03.1954)
- орден Жовтневої революції (20.07.1971)
- два ордени Вітчизняної війни 2-го ст. (14.02.1945, 11.03.1985)
- заслужена діячка науки Української РСР (1968)
- Член-кореспондент АМН СРСР (1961 рік);
- Дійсний член АМН СРСР (1971 рік);
- Державна премія УРСР у галузі науки і техніки (1978 рік);
- Премія імені В.П. Філатова[3]